# Nombre de Kirpitxiov (transferència de calor i massa)
|  | No s'ha de confondre amb Nombre de Kirpitxiov (flux). |

El nombre de Kirpitxiov {\displaystyle (Ki)} és un nombre adimensional que s'utilitza en la transferència de calor i massa, així com en la mecànica de fluids. Aquest nombre rep el nom de Mikhaïl Víktorovitx Kirpitxiov, enginyer rus.

## Kih
En la transferència tèrmica, el nombre de Kirpitxiov {\displaystyle (Ki_{h})} representa la intensitat de transferència externa en relació amb la intensitat de la transferència interna d'un objecte.
Es defineix de la següent manera:
{\displaystyle Ki_{h}={\frac {h\,\Delta T_{1}\,L_{c}}{k\,\Delta T_{2}}}}
on:
- {\displaystyle h} = coeficient de transferència tèrmica.
- {\displaystyle \Delta T_{1}} = diferència de temperatura entre la superfície de l'objecte i el medi.
- {\displaystyle \Delta T_{2}} = diferència de temperatura entre els punts designats per la longitud característica (dins de l'objecte).
- {\displaystyle L_{c}} = longitud característica.
- {\displaystyle k} = conductivitat tèrmica.

## Kim
En la transferència de massa, el nombre de Kirpitxiov {\displaystyle (Ki_{m})} representa la intensitat de transferència externa en relació amb la intensitat de la transferència interna. S'utilitza particularment en problemes d'assecat de sòlids porosos on representa la relació entre l'evaporació del líquid i la difusió d'aquest últim en el sòlid.
Es defineix de la següent manera:
{\displaystyle Ki_{m}={\frac {G\,L_{c}}{D\,\rho \,\Delta u}}}
on:
- {\displaystyle G} = cabal màssic del líquid evaporat a la superfície.
- {\displaystyle L_{c}} = longitud característica.
- {\displaystyle D} = coeficient de difusió.
- {\displaystyle \rho } = densitat del sòlid
- {\displaystyle \Delta u} = diferència del contingut de líquid en el sòlid (percentatge).